# Milly - Un giorno dopo l'altro/È quasi magia, Johnny!
Milly - Un giorno dopo l'altro/È quasi magia, Johnny! è il cinquantatreesimo singolo discografico di Cristina D'Avena, pubblicato nel 1989. 

## Descrizione
Il brano Milly - Un giorno dopo l'altro era la sigla dell'anime omonimo, scritta da Alessandra Valeri Manera su musica e arrangiamento di Carmelo Carucci. La base musicale fu utilizzata anche per la versione francese "Gwendoline" (1989) e per quella spagnola "Chiquitina" (1991). Sul lato B è incisa È quasi magia, Johnny!, sigla dell'anime È quasi magia Johnny, scritta da Alessandra Valeri Manera su musica e arrangiamento di Carmelo Carucci. La base musicale fu utilizzata anche per la versione francese "Max et compagnie" (1989) e per quella spagnola "Johnny y sus amigos" (1991).

## Edizioni
Entrambi i brani sono stati inseriti nella compilation Cristina D'Avena e... i tuoi amici in TV 3 e in numerose raccolte.

## Tracce
Lato A
1. Milly - Un giorno dopo l'altro – 3:50 (Alessandra Valeri Manera-Carmelo Carucci)

Durata totale: 3:50
Lato B
1. È quasi magia, Johnny! – 2:38 (Alessandra Valeri Manera-Carmelo Carucci)

Durata totale: 2:38

## Formazione

### Milly, un giorno dopo l'altro
- Carmelo Carucci – arrangiamento, tastiera
- Piero Cairo – programmazione synth
- Giorgio Cocilovo – chitarre
- Paolo Donnarumma – basso
- Lele Melotti – batteria
- i Piccoli Cantori di Milano – cori
- Niny Comolli – direzione cori
- Laura Marcora – direzione cori
- Moreno Ferrara – cori aggiuntivi
- Silvio Pozzoli – cori aggiuntivi
- Ricky Belloni – cori aggiuntivi

### È quasi magia, Johnny!
- Carmelo Carucci – arrangiamento, tastiera
- Piero Cairo – programmazione synth
- Giorgio Cocilovo – chitarre
- Paolo Donnarumma – basso
- Lele Melotti – batteria
- Claudio Pascoli – sax
- i Piccoli Cantori di Milano – cori
- Niny Comolli – direzione cori
- Laura Marcora – direzione cori